# Twierdzenie o wykresie domkniętym
Twierdzenie o wykresie domkniętym – jedno z podstawowych twierdzeń klasycznej analizy funkcjonalnej, charakteryzujące ciągłe przekształcenia liniowe między F-przestrzeniami, a więc w szczególności między przestrzeniami Banacha.

## Twierdzenie
Niech {\displaystyle X} oraz {\displaystyle Y} będą F-przestrzeniami. Jeżeli operator liniowy {\displaystyle \Lambda \colon X\to Y} ma domknięty wykres, to jest on ciągły.